# Traian Sava Seculin
Traian Sava Seculin (n. 1889, Sânnicolau Mic, comitatul Arad, Regatul Ungariei – d. 1965, Arad, RSR)  a fost un deputat în Marea Adunare Națională de la Alba Iulia, organismul legislativ reprezentativ al " tuturor românilor din Transilvania, Banat și Țara Ungurească”, cel care a adoptat hotărârea privind Unirea Transilvaniei cu România, la 1 decembrie 1918.

## Biografie
Cu studii în teologie la Institutul Teologic Ortodox Arad, Traian Sava Seculin a primit parohie în Sânnicolau Mic, comitatul Arad. Membru al PNR.

## Activitatea politică
În Adunarea Națională din 1 decembrie 1918, Traian Sava Seculin a fost delegat al cercului electoral Aradul Nou și membru al PNR. După 1918 a fost protopop de Vinga și consilier al episcopului Aradului, decedând în 1965.